# 聖マリア小学校
聖マリア小学校（せいマリアしょうがっこう）は、神奈川県逗子市逗子六丁目にある私立小学校。逗子カトリック教会に隣接し、カトリック教育を行うミッションスクールである。各学年1クラスの小規模な学校で、聖マリア幼稚園を併設するが、中学校・高校は併設していないため、大多数の生徒が中学受験を行う。本校への入学にも入学試験が必要だが、近年は定員割れをしており、編入生も随時募集されている。

## 特色
- 週に1回ミサ形式の祈りを隣接する逗子カトリック教会の聖堂で行われる。
- ミサの無い日も、教室で祈りを捧げてから授業にはいる。
- 毎朝10分の漢字か計算のプリント学習を行う。
- 1年生より英語の授業を行う。
- 1・2・3年生は担任副担任の2名体制。
- 高学年の授業は、教科担任制である。
- 学習指導要領に囚われず、中学受験に必要な知識も授業でカバーする。
- 高学年では、中学受験に向けた「特習」と呼ばれる授業を週3時間行う。任意
- 低学年から、毎日宿題が出され、家庭での学習習慣をつけさせる。
- 縦割り活動を行い、在校生が学年の垣根なく、年間目標を立て、校内活動や行事に参加する。

＊月曜〜金曜日、長期休校期間、天候等にによる臨時休校にはアフタースクール有り。

## 交通アクセス
- JR東日本横須賀線逗子駅から徒歩10分
- 京浜急行電鉄逗子線逗子・葉山駅から徒歩8分